# Phyllotis darwini
El ratón (lauchón) orejudo de Darwin Phyllotis darwini es un pequeño roedor de orejas grandes y cola larga. Es una laucha robusta con grandes ojos. De pelaje denso en general de color café aclarando hacia el vientre. Vive siempre en zonas con vegetación baja.

## Descripción
Se le encuentra en Chile, desde Tarapacá (I Región) hasta Malleco (IX Región), hasta 4.800 m s. n. m. de altitud.